# Torun Bülow-Hübe
Vivianna Torun Bülow-Hübe, ook kortweg bekend als Torun, (Malmö, 4 december 1927 – Kopenhagen, 3 juli 2004) was een Zweedse zilversmid en sieraadontwerper. Bekende ontwerpen zijn haar horloge Vivianna, de armband Mobius en Dew Drop, een set oorbellen met halskettingen.

## Leven en werk
Bülow-Hübe kwam uit een kunstzinnig milieu, ze was een dochter van stedebouwkundige Erik Bülow-Hübe en beeldhouwster Runa Bülow-Hübe. Haar grootouders van moederskant waren de kunstschilder Knut Ekwall en concertpianiste Theresia Burkowitz-Pönitz. Ze raakte geïnteresseerd in de smeedkunst toen ze als jong meisje het atelier van Wiwen Nilsson bezocht. Op haar zestiende ontmoette ze de zilversmid Sigurd Persson, door wiens werk ze zo werd geïnspireerd dat ze ging experimenteren in het atelier van haar moeder.
Vanaf 1945 studeerde ze aan de hogeschool voor de kunsten, Konstfack, in Stockholm. Ze trouwde met de Deense journalist Rickard Oestermann en ze kregen een dochter. In 1948, inmiddels gescheiden, reisde ze naar Frankrijk en ontmoette ze in Parijs en Cannes kunstenaars als Picasso, Braque en Matisse. Ze vond dat vrouwen te vaak werden gebruikt als mannequin, op wiens lichaam de economische en sociale status van de echtgenoot werden tentoongesteld en wilde sieraden maken die vrouwen leuk vonden om te dragen. Voor haar 'antistatussieraden' maakte ze gebruik van diverse materialen.
Van 1951 tot 1956 was Bülow-Hübe gehuwd met de Franse architect Jean-Pierre Serbonnet, met wie ze een zoon kreeg. De familie woonde in Stockholm. Ze opende een studio in Skeppargatan en was de eerste vrouwelijke zilversmid met een eigen atelier. Haar werk werd geëxposeerd in Stockholm en Parijs en kreeg een permanente tentoonstelling in de Galerie du Siècle aan de Boulevard St. Germain. Na de scheiding in 1956 hertrouwde ze met de Afrikaans-Amerikaanse schilder Walter Coleman. Zij kregen samen twee kinderen. Ze verhuisden naar Parijs, waar ze sieraden maakte voor onder anderen Brigitte Bardot, Ingrid Bergman en Billie Holiday. In 1958 verhuisde ze naar Biot. Ze ontmoette opnieuw Picasso en kreeg haar eigen tentoonstelling in het Picassomuseum in Antibes.

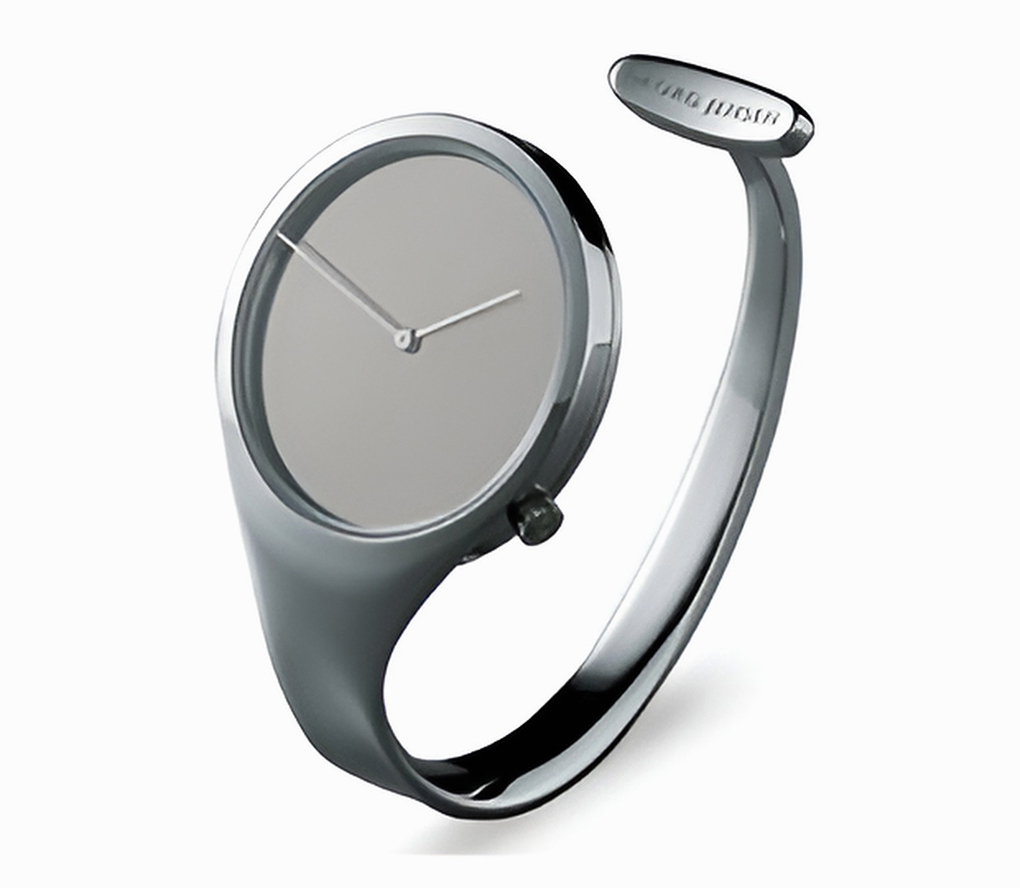
Vivianna (1962)

In 1960 won Bülow-Hübe zowel de gouden medaille op de twaalfde triënnale van Milaan als de Amerikaanse Lunningprijs. In 1962 ontwierp ze het horloge Vivianna voor een tentoonstelling van het Musée des Arts Décoratifs te Parijs. Het was later het eerste horloge dat de Deense firma Georg Jensen uitbracht. Bülow-Hübe zou van 1967 tot haar overlijden als ontwerper voor deze firma werken. Haar ontwerpen zijn minimalistisch te noemen en werden geïnspireerd door natuurlijke vormen.
In 1965 gingen Bülow-Hübe en haar man uit elkaar. Ze keerde met haar kinderen terug naar Zweden, maar verhuisde na enige tijd naar Duitsland. Ze werkte er samen met andere kunstenaars in de groep "Die Schwinge". Ze werd aanhangster van de spirituele Subud-beweging en verhuisde in 1978 naar Indonesië.
In 1992 ontving ze van koning Carl Gustaf de Prins Eugenmedaille. In datzelfde jaar organiseerde de firma Georg Jensen een tentoonstelling om hun 25-jarige samenwerking te vieren, haar 45-jarig jubileum als zilversmid en haar 65e verjaardag. Ook het Musée des Arts Décoratifs hield een overzichtstentoonstelling van haar werk.
Nadat bij haar leukemie werd geconstateerd, verhuisde ze in 2003 naar Denemarken, waar haar dochter haar kon verzorgen. Ze overleed op 76-jarige leeftijd in Kopenhagen.

## Erkenning
- 1954 Zilveren medaille op de tiende triënnale van Milaan
- 1960 Gouden medaille op de twaalfde triënnale van Milaan
- 1960 Lunningprijs
- 1983 "Eresmid" van de Vereniging van hedendaags Zweeds zilver
- 1992 Prins Eugenmedaille
- 1996 Ereburger in Biot, Frankrijk
- 1998 Design Plus Award, Frankfurt am Main